# USTA Billie Jean King National Tennis Center

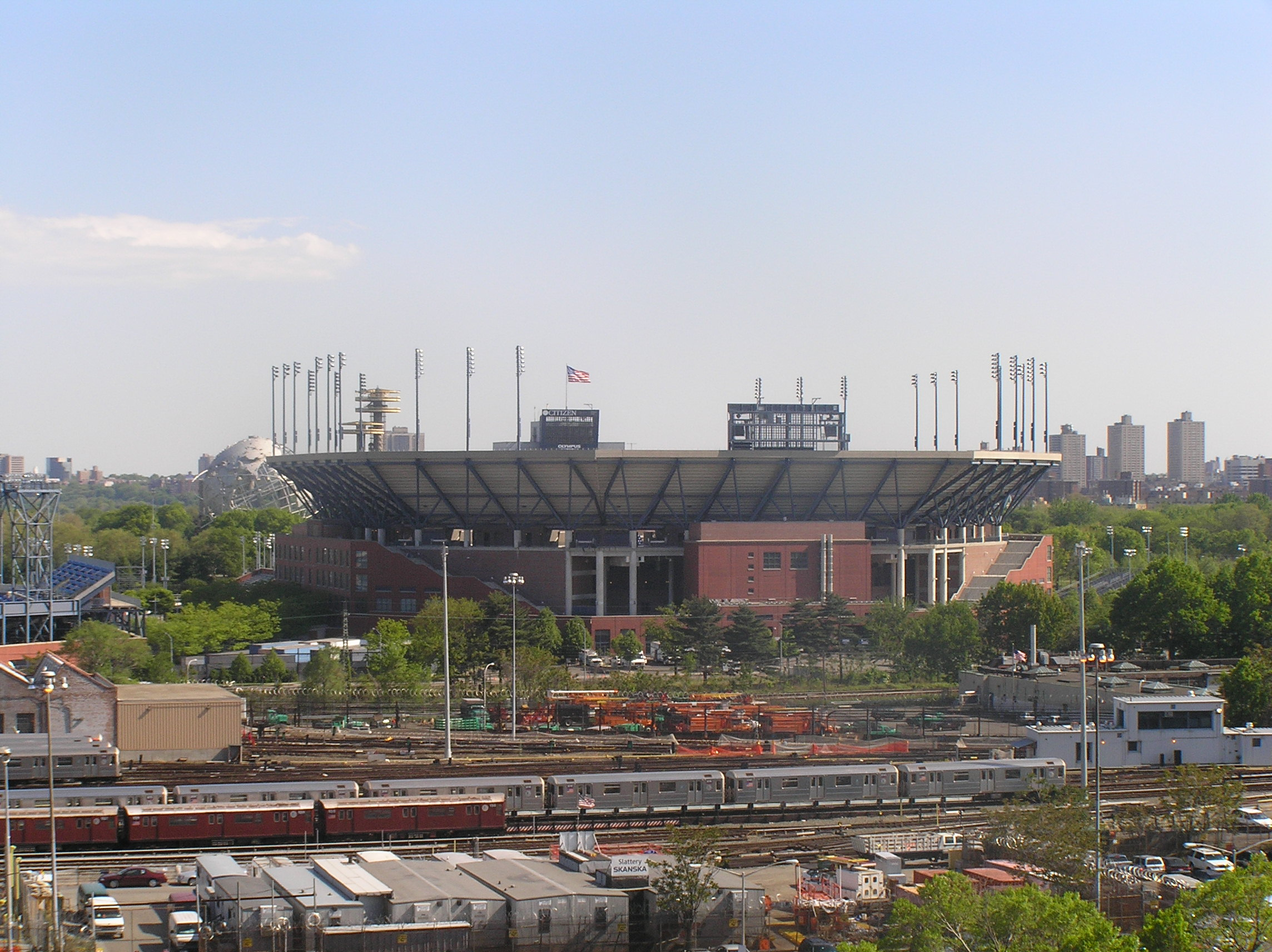
Vista del Arthur Ashe Stadium en el USTA National Tennis Center antes de instalarse el techo retráctil.

El USTA Billie Jean King National Tennis Center está localizado en el Flushing Meadows-Corona Park, en el borough de Queens en Nueva York y es la sede del Abierto de los Estados Unidos de tenis, el último de los torneos del Grand Slam que se juega todos los años a finales de agosto y comienzos de septiembre. De acuerdo a los datos que ofrece la USTA, este es el segundo complejo tenístico más grande del mundo con 22 pistas dentro de sus instalaciones y otras 11 en el parque adyacente. Las 33 pistas tienen la superficie de DecoTurf desde que fueron construidas en 1978. 
Situado cerca del Citi Field en Queens, el complejo está abierto durante 11 meses al año (sólo se cierra por inclemencias del tiempo y en agosto/septiembre por la celebración del US Open), y acoge los torneos organizados por la USTA. El complejo está abierto al público por un precio de $16 la hora.
El 28 de agosto de 2006, el USTA National Tennis Center fue renombrado como el USTA Billie Jean King National Tennis Center, en honor a tan grande tenista estadounidense, tal y como habían planteado otros tenistas de la talla de Martina Navratilova, Venus Williams, Chris Evert, John McEnroe o Jimmy Connors.

## Historia

### Creación
La idea de un complejo tenístico surgió en enero de 1977 cuando W. E. "Slew" Hester (recién elegido presidente de la USTA) vio el infrautilizado Singer Bowl / Estadio Louis Armstrong durante un vuelo al neoyorquino aeropuerto de LaGuardia. Con esa idea en la cabeza, solicitó a la ciudad de Nueva York que le dejaran utilizar el Estadio Louis Armstrong y el terreno adyacente para construir unas instalaciones que pudieran acoger el US Open, y tras la aceptación del proyecto, el complejo abrió sus puertas en agosto de 1978.

### Expansión

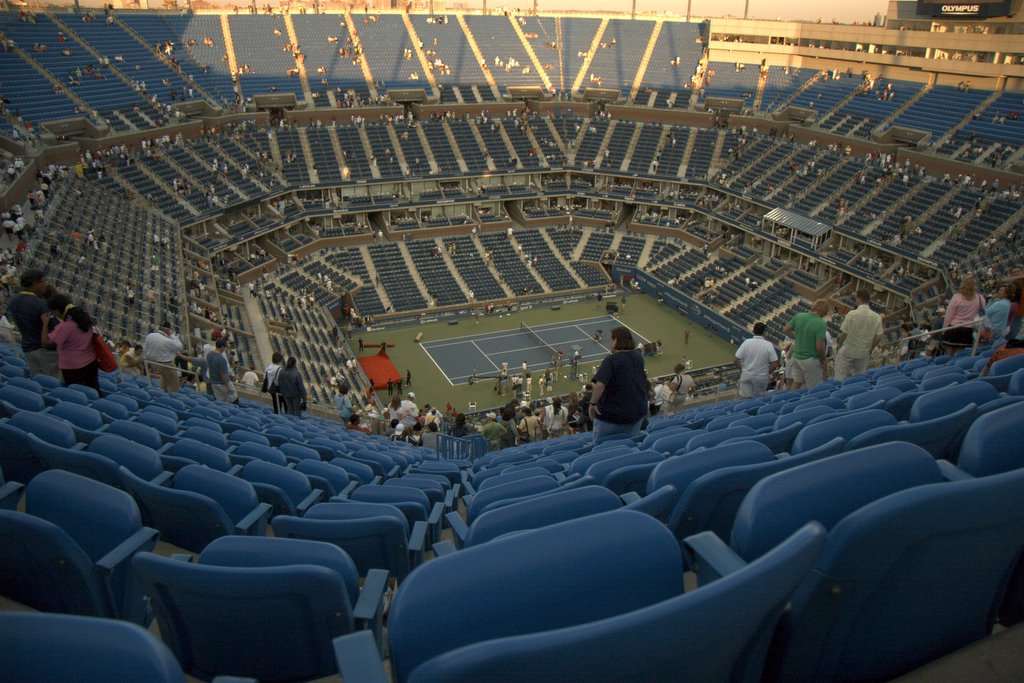
Estadio Arthur Ashe.

Ante los rumores de un posible traslado del torneo a la ciudad de San Diego, en 1995 se realizó una profunda remodelación y ampliación de las instalaciones. Se cedió más terreno al complejo, y el Estadio Arthur Ashe reemplazó al Louis Armstrong Stadium como la pista central. El Estadio Arthur Ashe tiene capacidad para más de 22 000 espectadores mientras que el Estadio Louis Armstrong vio reducido su aforo de los 18 000 originales hasta los 10 000 espectadores.